# Conus mappa
Conus mappa ist eine Schnecke aus der Familie der Kegelschnecken (Gattung Conus), die im westlichen Atlantischen Ozean und im Karibischen Meer verbreitet ist und sich von Feuerborstenwürmern ernährt.

## Merkmale
Conus mappa trägt ein mäßig großes und schweres, im Vergleich zu Conus aurantius breiteres Schneckenhaus, das bei ausgewachsenen Schnecken etwa 3,5 bis 6 cm Länge erreicht. Der Körperumgang ist kegelförmig mit einer glatten Oberfläche, der Umriss gerade und die Schulter glatt. Das Gewinde ist hoch und nur an den ersten Umgängen mit kleinen Tuberkeln besetzt, sein Umriss gerade bis konkav, und seine Umgänge sind mit einigen sehr feinen, längs verlaufenden Rillen überzogen. Das Farbmuster des Körperumgangs variiert stark und ist milchig-weiß bis blassrosa-weiß mit zwei grünlich-gelben bis dunkelbraunen spiraligen Banden, die in unregelmäßige Flecken unterbrochen sind. Die Gehäusemündung ist weißlich.

## Verbreitung und Lebensraum
Conus mappa ist im westlichen Atlantischen Ozean und im Karibischen Meer an den Küsten von Kolumbien, Venezuela, Trinidad und Barbados, aber auch Tobago und Los Testigos verbreitet.
Er lebt in Meerestiefen bis 155 m, bevorzugt von 2 bis 80 m, auf mineralischen oder kalkigen Untergründen aus Sand oder Muschelschill.

## Ernährung
Conus mappa frisst mindestens zwei Arten aus der Vielborster-Familie der Feuerborstenwürmer (Amphinomidae), nämlich Hermodice carunculata und Eurythoe complanata. Wie alle Amphinomiden sind beide Arten mit ihren giftigen Brennborsten äußerst wehrhaft und leben räuberisch. Die Kegelschnecke überwältigt die giftigen Ringelwürmer, indem sie das Opfer mit ihren Radulazähnen sticht und mithilfe von Gift aus der Giftdrüse immobilisiert. Die giftigen Borsten der Beute („Brennhaare“) werden in Schleim eingehüllt. Das Beutespektrum ähnelt dem anderer Kegelschneckenarten des so genannten Cedonulli-Komplexes in der Untergattung Stephanoconus.